# 奥都剌合蛮
奥都剌合蛮（波斯语：عبد الرّحمن，Abd al-Raḥmān / Abdur-Raḥmān，？—1246年）又作阿卜杜勒·拉赫曼，是蒙古帝国的重臣之一，为第二代大汗（元太宗）窝阔台的亲信。
奥都剌合蛮是来自西域的波斯系色目人，出身商贾家庭。他经畏兀儿翻译官安天合和窝阔台近臣田镇海举荐获得重用。此前蒙古帝国于1238年（太宗十年）平定金朝河南地区后，税赋增至110万两（2.2万锭），而1239年（太宗十一年）十二月，奥都剌合蛮提出以两倍税额即220万两（4.4万锭）承包征税。耶律楚材极力反对这种苛政，甚至声泪俱下地劝谏，但窝阔台仅称“姑且试行”，未采纳其建议。次年正月，奥都剌合蛮被任命为“提领诸路课税所官”，负责汉地（原金朝统治的华北地区）征税。1240年，因高利贷问题频发，朝廷下令利息不得超过本金。
1241年（太宗十三年）十月，治理中亚的马合木·牙剌瓦赤调任汉地大断事官。同年十一月，窝阔台因彻夜饮用奥都剌合蛮进献的酒而猝死。由于正后孛剌合真已去世，次后木哥也随之离世，第六皇后脱列哥那以监国身份称制，史称“六皇后·脱列哥那称制”。波斯史料《史集》记载，脱列哥那与法提瑪借机罢黜镇海、牙剌瓦赤等旧臣，奥都剌合蛮被提拔填补汉地统治空缺。此时他试图推行“七两包银制”，将地方税统一为国税，但因民怨强烈未能实施。1246年贵由即位后，否定脱列哥那时期的政策，处决了法提玛，并恢复镇海、牙剌瓦赤等人的职位。据《史集》记载，奥都剌合蛮同期被处死。